# Pseudogerda intermedia
Pseudogerda intermedia är en kräftdjursart som först beskrevs av Hult 1936.  Pseudogerda intermedia ingår i släktet Pseudogerda, och familjen Desmosomatidae. Arten är reproducerande i Sverige.